# 珍妮弗·博特里尔
珍妮弗·博特里尔（英語：Jennifer Botterill，1979年5月1日—），加拿大女子冰球运动员。她曾代表加拿大国家队参加1998年、2002年、2006年和2010年冬季奥林匹克运动会冰球比赛，获得三枚金牌和一枚银牌。